# Ma France
Ma France is een lied van Jean Ferrat dat in 1969 werd uitgebracht. Het wordt beschouwd als een van de mooiste liedjes die hij heeft geschreven.

## Inhoud
Ma France was een politiek geëngageerd lied, maar het toonde ook de grote liefde die Jean Ferrat voor Frankrijk voelde. Het tweede couplet beschrijft zijn favoriete regio´s. De tekst luidt: “Au grand soleil d’été qui courbe la Provence/Des genêts de Bretagne aux bruyères d’Ardèche/Quelque chose dans l’air a cette transparence/Et ce goût du bonheur qui rend ma lèvre sèche. (Vertaling: “In de volle zomerzon die zich over de Provence buigt/Van de bremstruiken in Bretagne tot de heidevelden van de Ardèche/Iets in de lucht heeft die helderheid/En die smaak van geluk waar ik een droge mond van krijg”.)
Maar Ma France was vooral een lofzang gewijd aan het Franse volk dat sinds Robespierre (zie Schrikbewind) en Victor Hugo tot aan de studentenprotesten van mei 1968 had gevochten voor de vrijheid. Jean Ferrat zette de arbeiders en de republikeinse waarden van vrijheid, gelijkheid en broederschap tegenover Adolphe Thiers, president van de Derde Republiek van 1871-1873. Thiers had in mei 1871 de opdracht gegeven om de Commune van Parijs, de revolutionaire regering die vanaf 18 maart 1871 over Parijs heerste, hardhandig neer te slaan. Ferrat verweet de regering van dat moment (1968-69), die hij aansprak met “u”, maar met wie hij Charles de Gaulle bedoelde, dat zij het prestige van Frankrijk als model van de vrijheid voor de hele wereld had aangetast.
Ferrat was een sympathisant van de Franse Communistische Partij en roemde de communistische strijders, de mensen die posters opplakten ten behoeve van de strijd en de verkopers van de krant L’Humanité die in 1904 was opgericht door de socialist Jean Jaurès en vanaf 1920 spreekbuis was van de Franse Communistische Partij. Dit deed Ferrat via de tekst van het zevende couplet: “Pour la lutte obstinée de ce temps quotidien/Du journal que l´on vend le matin d´un dimanche/À l´affiche qu´on colle au mur du lendemain”. (Vertaling: “Voor de taaie strijd die dagelijks gestreden wordt/Van de krant die zondagochtend wordt verkocht/Tot de poster die de volgende dag op de muur wordt geplakt”.)
Ma France werd vanwege de aanval op Charles de Gaulle twee jaar lang verboden op de Franse radio en televisie (besluit van het Office de radio-diffusion-télévision française ORTF). Als reactie daarop deed Jean Ferrat de belofte niet meer voor de televisie op te treden tot het verbod zou worden opgeheven. Op 31 januari 1970 verbrak een Franse televisie-presentator het verbod door een deel van het lied uit te zenden.